# هزار جلفا (بشاريات الغربي)
هزار جلفا (بالفارسية: هزارجلفا) هي منطقة سكنية تقع في إيران في قسم بشاریات الغربي الریفي. يقدر عدد سكانها بـ 833 نسمة .